# Star Trekkin'
Star Trekkin' è una canzone pubblicata dal duo inglese The Firm nel 1987.
Si tratta di una parodia rock sulle avventure televisive di Star Trek.
La composizione musicale ricorda quella delle filastrocche, con brevi frasi ritmiche ripetute. Il testo della canzone è composto da versi che richiamano le frasi famose dei personaggi principali della serie TV.
La prima strofa è composta solo dalle parole di Uhura e Spock e in ogni strofa successiva viene introdotto un nuovo personaggio ripetendo, con variazioni minime, le parole dei precedenti. La struttura testuale va così accrescendosi col procedere della canzone, mentre il ritmo diventa sempre più rapido e forsennato.
Vengono citati, nell'ordine:
- Uhura: "There's Klingons on the starboard bow" (Ci sono dei Klingon a prua sulla dritta!)
- Spock: "It's life, Jim, but not as we know it" (È vita, Jim, ma non come noi la conosciamo.)
- McCoy: "It's worse than that, he's dead, Jim" (È peggio di così, è morto, Jim.)
- Kirk: "We come in peace; shoot to kill." (Veniamo in pace; sparate per uccidere.)
- Scotty: "Ye cannae change the laws of physics" (Non posso cambiare le leggi della fisica.)

I personaggi sono introdotti da una voce pesantemente distorta che ne pronuncia il nome. Nel finale è presente una sequenza di musica psichedelica.
Star Trekkin' è stata composta da John O'Connor e da Graham Lister e fu registrata ai Bark Studios (di proprietà dello stesso O'Connor) di Walthamstow (East London). Gli arrangiamenti erano di Bill C. Martin, che ha anche realizzato le parti per tastiera, mentre le voci erano di varie persone coinvolte nel progetto (O'Connor, Dev Douglas e Peter Sills).
Si tratta della seconda canzone simile prodotta da O'Connor e Lister. La prima, Arthur Daley E's Alright (basata sulle frasi dei personaggi dello show inglese Minder) era arrivata al quattordicesimo posto della classifica inglese, pur essendo un'autoproduzione.
Anche per Star Trekkin', il duo propose la canzone a diverse case di produzione ed artisti, ricevendo però solo rifiuti. O'Connor produsse quindi 500 copie del disco presso il suo studio, pubblicandola in proprio.
La canzone ebbe un clamoroso ed inaspettato successo, diventando una delle principali hit sul mercato inglese. Rimase per due settimane alla prima posizione della classifica del Regno Unito, nove settimane nella UK Top 40  e arrivò al terzo posto della classifica inglese. Entrò nella parte alta delle classifiche anche in Giappone e in vari paesi d'Europa, vendendo oltre un milione di copie.